# Rings of Saturn
Rings of Saturn — американський дезкор гурт з Сан-Франциско заснований у 2009-му році. Колектив спочатку був заснований як студійний, але після здобуття популярності і підписання на лейбл Unique Leader, було зібрано повний склад, який почав ввесь час гастролювати. Гурт відомий своїм прогресивним та технічним звучанням, який вони пов'язують з інопланетною музикою, також більшість текстів пов'язані з інопланетним життям.

## Історія
Гурт заснований 2009-го руку гітаристом, басистом Лукасом Меномм, вокалістом Пітером Полаком, та барабанщиком Бреттом Силетто.
Коли гурт опублікував свій перший трек під назвою «Abducted» вони швидко завоювали популярність.
Невдовзі гурт записав свій дебютний альбом «Embryonic Anomaly» з Бобом Суонсон в Mayhemenness Studios в місті Сакраменто, штат Каліфорнія
Альбом був самостійно випущений гуртом 25 травня 2010 року чотири місяці після випуску альбому гурт підписав контракт з Unique Leader Records.
Протягом декількох місяців Джоел Оманс був прийнятий як другий гітарист, після чого гурт був готовий відправитися в тур
Embryonic Anomaly був перевиданий через Unique Leader, 1 березня 2011.
1 липня 2014 року, Rings of Saturn випустили обкладинки і трекліст для свого нового альбому Lugal Ki En, який був випущений 14 жовтня 2014.
Вони також випустили свій перший кліп на «Senseless Massacre».
9 грудня 2014, Джоел Оманс оголосив про свій відхід з гурту.

## Стиль
Rings of Saturn грають дезкор з впливом металкору та технічного дез-металу.
Здебільшого гурт грає Технічний дез-метал з швидкими гітарними свіпами, та джент з доданням ефектів ембієнту. Тематика пісень посвячена космічним вторгненням НЛО, позаземним життям та космосу.
Самі учасники гурту жартома характеризують себе як «aliencore».
Гурт дуже відомий своїми прийомами гри на гітарі в поєднанні з технічними бласт-бітами.

## Учасники гурту
| Теперішні учасники - Lucas Mann — Ритм-гітара (2009–тепер.) - Ian Bearer — Гітара (2012–тепер.) - Miles Dimitri Baker — Гітара (2014–тепер.) - Aaron Stechauner — Барабани (2014–тепер.) | Колишні учасники - Peter Pawlak — Вокал (2009—2011) - Brent Siletto — Барабани (2009—2011) - Chris Wells — Синтезатор (2010—2011) - Joel Omans — Гітара (2010—2014) - Ron Casey — Барабани (2011—2012) - Sean Martinez — Бас-гітара (2012—2013) - Ian Baker — Барабани (2012—2013) - Jesse Beahler — Барабани (2013) |

## Дискографія
Студійні альбоми
- Embryonic Anomaly (2010)
- Dingir (2013)
- Lugal Ki En (2014)
- Ultu Ulla (2017)
- Gidim (2019)
- Rings of Saturn (2022)

## Відеографія
- «Senseless Massacre» — (2014)